# Томаківка
Томáківка — селище в України, адміністративний центр Томаківської селищної громади Нікопольського району Дніпропетровської області. До 2020 року — адміністративний центр Томаківського району.

## Географічне розташування
Селище Томаківка розташоване за 92 км від обласного центру, 46 км від районного центру та 15 км від Запоріжжя, у Причорноморській низовині, в місці злиття двох річок — Томаківки та Кисличуватої. Вище за течією річки Томаківки на відстані 3 км розташоване село Михайлівка, нижче за течією примикає село Топила. До селища примикає село Кисличувата. Селищем тече декілька пересихаючих струмків. Через селище пролягають автошляхи національного значення Н23 та територіального значення Т 0420. Найближча залізнична станція проходить залізниця станція — Мирова (за 5,8 км).

## Етимологія назви
Про походження назви «Томаківка» існує декілька історичних версій. Томаківська Січ була заснована на острові Томаківка, який татари називали «тумак», тобто шапка. Доступитися до Січі було нелегко. Польський шляхтич Самуїл Зборовський, який був у Січі у XVI столітті, розповідав, що острів цей «такий широкий, що може вмістити 20 тисяч осіб та чимало коней».

### Інші версії

#### Легенда про Сірка
Нібито проїжджав він поруч із томаківською долиною під час рясного цвітіння маків. Схили були червоні від квітів, а саме село знаходилося в центрі, як макова коробочка серед пелюсток. І сказав тоді Сірко, — «Хіба ж то село — то маківка».
Легенда про царицю Катерину
Існує також легенда, що назву Томаківці дала цариця Катерина, яка об'їжджаючи запорізьку слобідку, побачила цвіт маку. Запитала вона у своєї свити, що це так гарно квітне. Та вони зроду таких квітів не бачили. Відповів цариці старий дід- запорожець: «То — маківка».
«Томаківка», не зовсім зрозумівши, повторила Катерина і додала, що нехай же і слобода ця віднині зветься Томаківкою.

## Археологія
Заселення нинішньої території селища почалося ще в далекій давнині. Про це свідчать збережені за течією річки Томаківка кургани епохи бронзи (III—I тисячоліття до Р. Х.) та скіфського часу. Під час археологічних розкопок 1861 року в одному з курганів було знайдено золоті прикраси, уламки грецького посуду, зброю.
Було знайдено поселення Черняхівської культури.

## Історія
Томаківка — стародавнє запорізьке займище. Засноване у XVI століття. Перебувало у складі Кодацької паланки Запоріжжя. У 1740-х роках на місці селища влаштувалися на постійне місце проживання сім'ї поселенців, які відбували особливі державні повинності на Хортицькій верфі і при Хортицької митниці.
З 1777 року Томаківка — державна військова слобода. Через 10 років у 27 дворах мешкало 112 осіб. Наприкінці XVIII століття в селі вже мешкали 848 чоловіків та 502 жінки. В їхньому користуванні перебувало 25 600 десятин землі, зокрема 22 600 десятин орної. 
Військові поселенці Томаківки спочатку не платили подушних податей, проте їм ставилося в обов'язок виставляти по одному воїну від кожної земельної ділянки розміром 26-30 десятин і вносити поземельний збір. Але вже на початку XIX століття вони стали платити подушний і оброковий податки. Попри те, що військові поселенці вважалися не закріпаченими[якими?][уточнити термін], особисто вільними людьми, царський уряд будь-якої миті міг позбавити їх землі, збільшити повинності, примусово переселити. 1808 року з Томаківки було переселено на хутори, так звані Чумаками, 205 жителів.
Мешканці села крім хліборобства і скотарства займалися рибальством, чумацьким та кустарним промислами. Жінки пряли льон і вовну, ткали полотно та сукна, здебільшого на продаж. Щороку в Томаківці проводилося п'ять ярмарків, де торгували переважно хлібом і худобою. 1849 року на ярмарках було представлено товарів на суму 80 200 руб., а реалізовувалося — на 39 600 карбованців[вказуються то рублі, то карбованці][уточнити].
За законом 1866 року про поземельний устрій державних селян жителі Томаківки, в якій за переписом 1859 налічувалося 6214 осіб. Зберегли за собою по 6,8 десятини землі на ревізьку душу. Однак оброкова подать, потім високі викупні платежі, а також нестача інвентарю та засобів на його придбання позбавляли більшість селян можливості вести своє господарство.
З розвитком капіталізму в пореформений період посилювалася соціальна диференціація селянства. 1882 року з 1231 подвір'я в 377 відсутня робоча худоба, у 407 — корови, а в 221 дворі взагалі не було ніякої худоби. Селяни-бідняки змушені були йти в кабалу до поміщиків і куркулів, а їхні землі прибирали до рук місцеві куркулі[виправити стиль].
Станом на 1886 рік у колишньому власницькому селі, центрі Томаківської волості Катеринославського повіту Катеринославської губернії, мешкало 6735 осіб, налічувалось 1203 подвір'я, існували 2 православні церкви, 2 школи, земська лікарні, 20 лавок, 3 постоялих двори, 2 склади, шинок, відбувалось 5 ярмарок на рік.
Збідніле селянство виражало невдоволення своїм становищем, існуючим ладом. Отак, у липні 1880 року в Томаківці було проведено дізнання по справі селянина Миколи Вітовського, якого звинувачували «в неодноразовому проголошенні сміливих і образливих слів проти імператора…».
За переписом 1897 року кількість мешканців зросла до 10709 осіб (5282 чоловічої статі та 5427 — жіночої), з яких 10621 — православної віри.
Наприкінці XIX століття сільській громаді, яка налічувала 1618 домогосподарств, в яких мешкали 10 643 особи, належало 18 787 десятин землі. Наділи землі 409 господарств не перевищували 5 десятин, у 795 домогосподарствах становили 5-10 десятин, у 289 — 10-25 десятин, у 75 — 15-25 десятин, а у 37 — понад 25 десятин. 13 господарств були безземельними. У 321 подвір'ї був відсутній інвентар, у 139 — худоба, у 525 дворах — робоча худоба. 459 сімей не мали можливість забезпечити собі навіть напівголодне існування[прояснити].
Під впливом революційних подій восени 1905 року в Томаківці було створено селянський комітет, який заявив про свою солідарність із Всеросійським селянським союзом. Члени комітету висували вимоги передати поміщицьку землю селянам, замінити влади виборними органами, не закликати новобранців до царської армії. Вони вели широку агітацію серед жителів села. 27 грудня 1905 року Катеринославський повітовий справник доповідав губернатору про те, що селяни виступають проти чинів поліції, надають повну довіру представникам селянського комітету, з яких найактивнішими є жителі Томаківки борошномел Т. П. Мізін, вчитель С. М. Новосельський, селяни С. Є. Манзюк і Ф. Д. Пиріг. Революційно настроєні жителі села чинили всілякий опір представникам влади, зривали оголошення з розпорядженнями губернської влади, рішуче виступали проти розміщення в Томаківці козацької півсотні, відмовилися надати козакам приміщення під постій і виділити фураж для їхніх коней. Наприкінці грудня повітовий справник доніс губернатору, що посланий ним у Томаківку стражник повернувся, бо проїхати туди неможливо, оскільки Томаківські селяни всіх б'ють усіх поліцейських чиновників, що до них приїжджають.
У січні 1906 року в Томаківку прибув каральний загін. Солдати й козаки зігнали селян на церковне подвір'я і, закривши ворота, вчинили над ними жорстоку розправу, б'ючи шомполами і нагайками} Керівників селянського комітету заарештували і відправили до Катеринославської в'язниці.
Станом на 1914 рік у Томаківці діяла поштово-телеграфна контора, окремо існувала земська телефонна станція, яка з'єднувала місцевих абонентів з мережею міст Нікополя, Катеринослава та волосними управами (Вищетарасівка, Мирова, Хортиця). За доплату, до земської мережі могли приєднувати і приватних осіб, встановлюючи лінію та телефонний апарат.
Регулярно проводилися сільськогосподарські виставки під егідою земства, які демонстрували успіхи місцевих селян і землевласників у обробітку землі, тваринництві, садівництві та ремеслах. 
З грудня 1931 року почала виходити районна місцева газета «Соціялістичне поле», як друкований орган Томаківського райкому КП(б)У, районної ради і райпрофкому. З 1962 по 2000 роки газета мала назву «Радянське життя», з а 2000 року — «Наш край». Це було повязано перш за все з тим, що після ліквідації округів та переходу на двоступеневу (район/центр) систему адміністративного поділу і управління, у кожному районному центрі мала виходити власна газета. 
Навесні 1937 року через повінь в селі Томаківці було підтоплено декілька десятків будівель, три людини загинуло.
Нетривалий час (серпень-листопад 1939 року) село Томаківка мало назву Калініно, а район — Калінінським.
З 18 серпня 2016 року — адміністративний центр Томаківської селищної громади, яка утворена шляхом об'єднання Томаківської селищної ради та Володимирівської, Кисличуватської, Китайгородської, Михайлівської, Преображенської, Чумаківської сільських рад Томаківського району.
19 липня 2020 року, в результаті адміністративно-територіальної реформи та ліквідації Томаківського району, місто увійшло до складу новоутвореного Нікопольського району.

26 січня 2024 року в Україні набув чинності Закон № 3285-IX, який передбачає дерадянізацію адміністративно-територіального устрою України, то ж селище міського типу Томаківка набуло статусу селища.

## Населення

### Мова
Розподіл населення за рідною мовою за даними перепису 2001 року:
| Мова            | Кількість | Відсоток |
| --------------- | --------- | -------- |
| українська      | 7521      | 92.97%   |
| російська       | 523       | 6.46%    |
| білоруська      | 14        | 0.17%    |
| вірменська      | 13        | 0.16%    |
| румунська       | 2         | 0.03%    |
| болгарська      | 1         | 0.01%    |
| інші/не вказали | 16        | 0.20%    |
| Усього          | 8090      | 100%     |

## Економіка
- Маслоробний завод ТОВ «Інтер-мол».
- Комбікормовий завод.
- Цегельно-черепичний завод — переформатований під виробництво супровідних товарів для харчової промисловості.
- Хлібозавод.
- Агрофірма «1 Травня».
- Томаківський «Агрохім».

## Об'єкти соціальної сфери
- Школа № 1.
- Школа № 2.
- Музична школа[24]
- Дитячий дошкільний навчальний заклад.
- Томаківський професійний аграрний ліцей.
- Томаківський центр первинної медико-санітарної допомоги Дніпропетровської обласної ради
- КП «Томаківська центральна районна лікарня» Томаківської селищної ради
- Будинок культури.
- Картинна галерея імені Д. Красняка.
- Історико-краєзнавчий музей.
- Центр творчості молоді.
- Будинок школяра.
- Спорткомплекс.

## Релігія
Сакральні споруди релігійних громад:
- Храм Пресвятої Трійці ПЦУ (вул. Пушкіна, 43);
- Свято-Благовіщенський храм (вул. Берегового, 13-А);
- Церква «Відродження» (вул. Богдана Хмельницького, 58-Б).

## Цікавий факт
Весільний дивень — елемент традиційного весільного обряду, що зародився у період Трипільської доби та і досі передається із покоління в покоління у деяких сім’ях Томаківщини.
До процесу випікання залучались парна кількість подружок нареченої, хрещена матір та рідня, щоб молоді прожили весь вік у парі. Сіяти борошно, місити тісто запрошували жінку, яка перебувала у першому шлюбі та жила з чоловіком у злагоді й любові. Процес випікання супроводжувався народними та весільними співами і теплими побажаннями подружжю. Готовий до випікання дивень ставили у відро з пшеницею, оскільки пшениця символізує добробут і достаток молодих. Коли пекли дивень, слідкували, щоб він не пригорів і не зламався — від цього, за народним повір'ям, залежало щастя молодих. До виготовленого дивня прив'язували цукерки, щоб молодим солодко жилося. Дивні виготовляються для проведення весільних обрядів у селищі Томаківка та найближчих територіях. Нині також виготовлюються для продажу на місцевих ярмарках та фестивалях.

## Персоналії
- Дубравін Андрій Варламович (1874—1954) — український актор і театральний діяч, художник, режисер, педагог, театральний критик.
- Кива Владислав Миколайович (1972—2014) — молодший сержант Збройних сил України, учасник російсько-української війни.
- Красняк Дмитро Никифорович (1927—2003) — український скульптор і графік.
- Кузьменко Микола Лаврінович (1862-1942) — український письменник, член Української Центральної Ради.
- Литкін Андрій Володимирович (1976—2015) — солдат Збройних сил України, учасник російсько-української війни[26].
- Ляшенко Василь Трохимович (1903—1989) — радянський діяч органів державної безпеки, начальник УНКВС по Львівській області, полковник міліції.
- Третяк Петро Анатолійович (1972—2014) — підполковник (посмертно) Збройних сил України, учасник російсько-української війни.